# Zniekształcenie (rośliny)

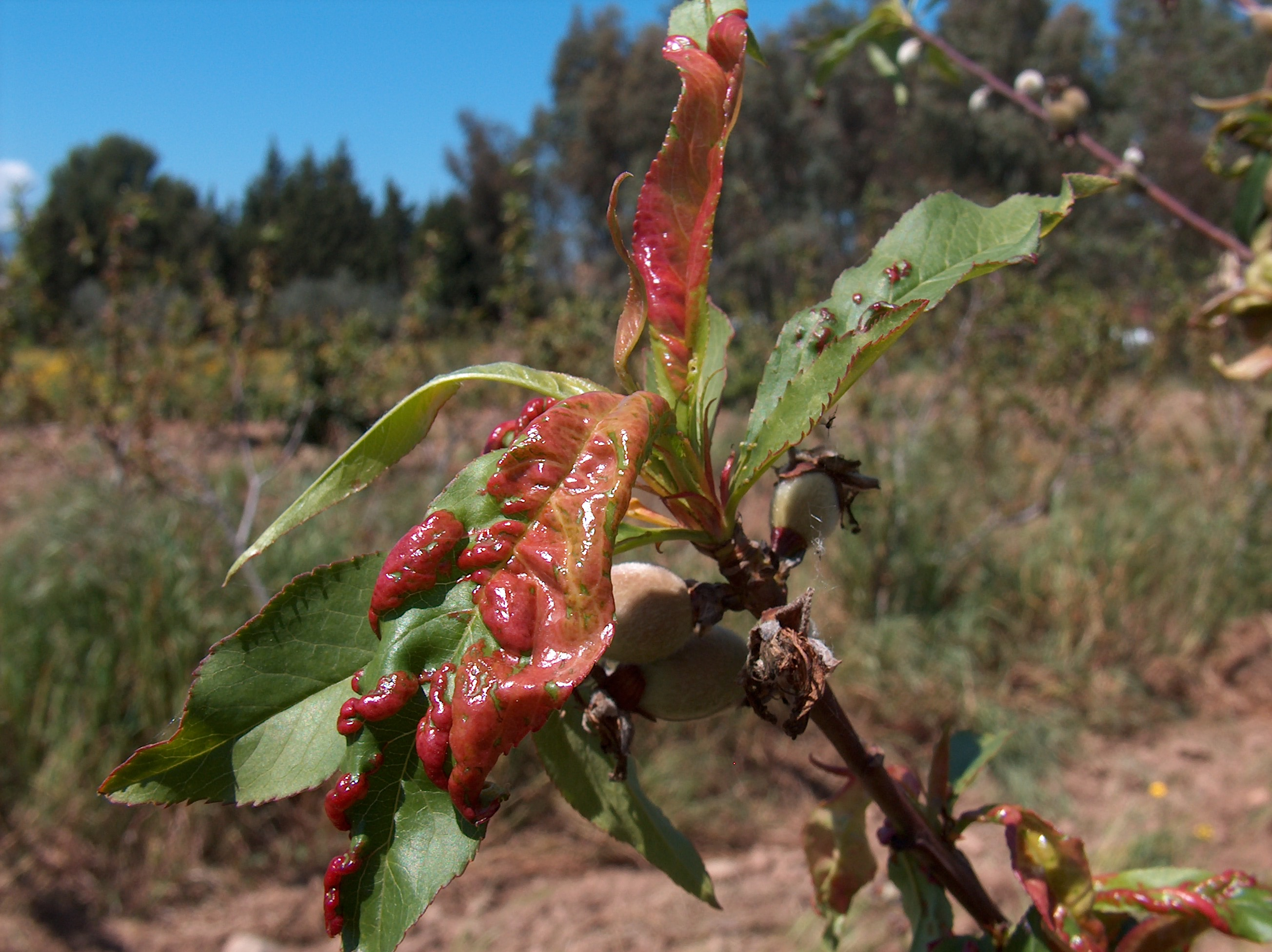
Kędzierzawośćliści brzoskwini

Zniekształcenie – u roślin jest to jeden z objawów chorobowych, objawiający się zmianą budowy całej rośliny lub jej części. Przyczyną mogą być patogeny lub inne, nie zawsze znane czynniki środowiska. Często spotykanym rodzajem zniekształceń jest skarłowacenie. Polega na zahamowaniu podziału komórek (hipoplazja) lub zahamowaniu ich wzrostu (atrofia). Może być wywołane przez patogeny lub czynniki środowiska, np. niedobór składników pokarmowych lub wody.
Dość często spotykane są różnego rodzaju zniekształcenia liści, na przykład: kędzierzawość, marszczenie, zwijanie się liści. Niektóre patogeny powodują znaczne zmniejszenie się blaszek liściowych (np. wirus żółtej mozaiki fasoli).
Do zniekształceń zalicza się także dziwotwory, czyli silnie zniekształcone części roślin.